# Adrien Taunay
Pour les autres membres de la famille, voir Famille Taunay.
Adrien Aimé Taunay, né à Paris en 1803, mort en Amazonie en 1828, est un peintre et dessinateur français. 

## Biographie
Il est né à Paris en 1803, fils du peintre Nicolas Antoine Taunay (1755-1830). Adrien partit pour Rio de Janeiro en 1816, accompagnant son père, qui était membre de la Mission artistique française et souhaitait quitter la France de la Restauration. Adrien était jeune dessinateur à bord du vaisseau français d'exploration, l’Uranie, commandé par le capitaine Louis de Freycinet. Durant les vingt-deux jours d'escale à Hawaii en 1819, Adrien Taunay travailla avec l'artiste officiel Jacques Arago (1790-1855), peignant plusieurs portraits et dessinant plusieurs scènes d'histoire naturelle. Ils décrivaient les populations locales et les paysages à une époque où Hawaii devenait un centre baleinier et une escale sur la route commerciale avec la Chine.
Après la fin de ce voyage, Adrien retourna à Rio de Janeiro en 1820, et se consacra à l'étude des arts et des langues. Il succéda à Johann Moritz Rugendas (1802 - 1858), au poste de premier dessinateur de l'expédition menée par le consul Georg Heinrich von Langsdorff (1774 - 1852), qui entre 1825 et 1829 navigua sur les rivières des États brésiliens de São Paulo, Mato Grosso do Sul, Mato Grosso et Pará. Après avoir voyagé pendant deux ans, ils arrivèrent à Cuiabá, où ils restèrent environ un an. Langsdorff décida alors de scinder l'expédition en deux, qui après avoir suivi des routes différentes, devaient se retrouver dans la ville de Belém do Pará. Le groupe avec Adrien Taunay et le botaniste Ludwig Riedel (1791 - 1861) devait suivre le Rio Guaporé et Rio Madeira. Lors de ce voyage, ils atteignirent Vila Bela de Mato Grosso, en décembre 1827. Après un certain nombre d'excursions autour du campement et avoir été séparé de Riedel, Adrien Taunay se perdit dans la forêt. Il réussit enfin à localiser la rive du Rio Guaporé mais se noya en tentant de le traverser en janvier 1828.
L'Honolulu Academy of Arts et la National Library of Australia sont les principales collections publiques à détenir des œuvres d'Adrien Taunay.

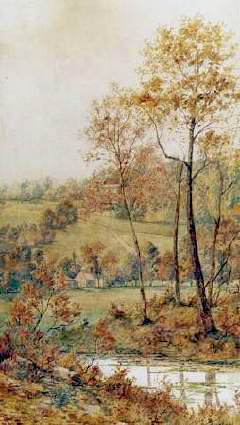
Paysage d'automne peint par Adrien Taunay (n. d.).
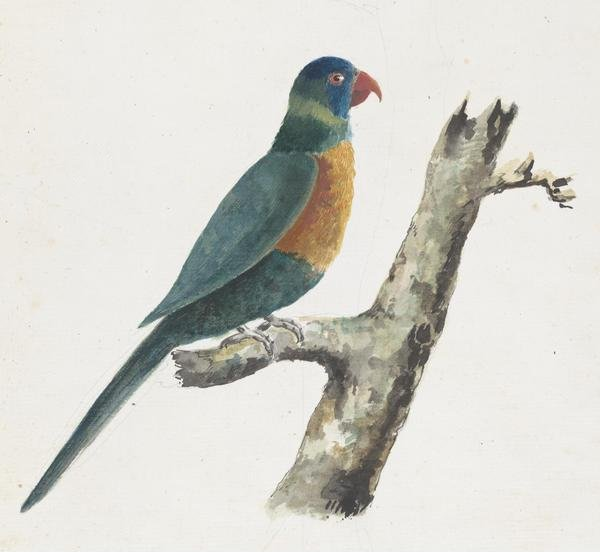
Perroquet vert, aquarelle (c. 1819, National Library of Australia).
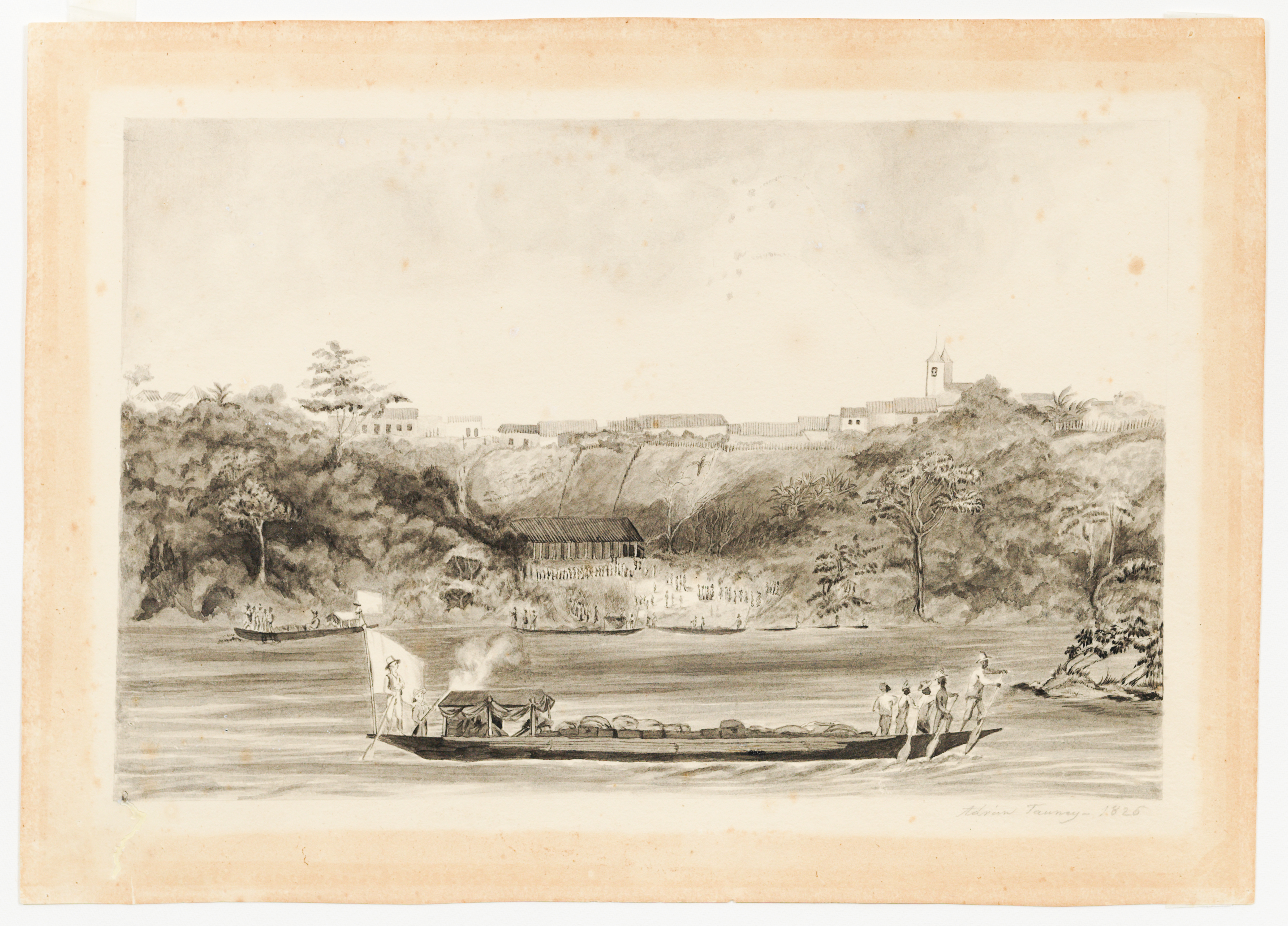
Le départ de l'expédition Langsdorff sur la rivière Tietê (1825, Instituto Moreira Salles, Rio de Janeiro).